# Порт Шарлот (Флорида)
Порт Шарлот (енгл. Port Charlotte) насељено је место без административног статуса у америчкој савезној држави Флорида.

## Демографија
По попису из 2010. године број становника је 54.392, што је 7.941 (17,1%) становника више него 2000. године.
| Група             | 2000.          | 2010.          |
| Белци             | 39.890 (85,9%) | 42.903 (78,9%) |
| Афроамериканци    | 3.033 (6,5%)   | 5.046 (9,3%)   |
| Азијати           | 529 (1,1%)     | 855 (1,6%)     |
| Хиспаноамериканци | 2.395 (5,2%)   | 4.713 (8,7%)   |
| Укупно            | 46.451         | 54.392         |